# Slovenská televize
Slovenská televize (slovensky Slovenská televízia, zkráceně STV) byla slovenská veřejnoprávní organizace zajišťující televizní vysílání na území Slovenska. Vznikla 1. července 1991 na základě zákona Slovenské národní rady. Vysílala na dvou programech od roku 2004 nazývaných Jednotka (původně STV1) a Dvojka (původně STV2). Ředitelem byl od 15. ledna 2003 do 10. července 2006 Richard Rybníček, po pěti měsících bez ředitele byl 11. prosince 2006 do funkce zvolen Radim Hreha, který od patnáctičlenné Rady Slovenské televize získal celkem devět hlasů. Přesně po roce, 11. prosince 2007 Rada Slovenské televize odvolala Radima Hrehu z funkce ředitele. Pro jeho odvolání hlasovalo deset členů Rady STV z patnácti.
Účinností zákona č. 532/2010 Z.z. byla Slovenská televize sloučena se Slovenským rozhlasem, čímž vznikl Rozhlas a televize Slovenska (Rozhlas a televízia Slovenska) jako veřejnoprávní, národní, nezávislá, informační, kulturní a vzdělávací instituce, jež poskytuje službu veřejnosti v oblasti rozhlasového a televizního vysílání.

## Historie

### Začátky
Pravidelné vysílání z bratislavského televizního studia začalo 3. listopadu 1956. Televizní pracovníci měli v této době k dispozici přenosový vůz se třemi kamerami, provizorní hlasatelnu, později byla přebudovaná na miniaturní studio, dvě kamery a filmový snímač. Hlavním programem prvního televizního vysílání byl přenos ze slavnosti v bratislavském Parku kultury a oddechu. Režii prvního programu měl J. Mazanec, vysílání J. Rehák, hlasatelkou byla Hilda Michalíková. Skupinu kameramanů vedl E. Rožňovec. V době prvního vysílání bylo na Slovensku přibližně 500 televizorů. Nejdříve se vysílalo dvakrát týdně, ve středu a v sobotu, od 3. listopadu 1957 každý den vyjma pondělků.

### Od roku 1968
V počátečním období rozvoje televize se museli pracovníci potýkat i s ideologickými problémy. Vyžadovalo se od nich upřednostňování politických obsahů o úspěchu socialismu a o ideálním socialistickém občanovi. Kolem roku 1968 nastalo určité kulturní a umělecké uvolnění. Umožňovalo natáčet adaptace děl západních autorů, které však byl velice brzy zastaveno a televize měla zásluhu na šíření myšlenek pražského jara. Po vpádu vojsk Varšavské smlouvy se situace zdramatizovala, televizní studia byla obsazena a vysílání přerušeno. Opět nastala tvrdá cenzura. Televize byla po příchodu vojsk Varšavské smlouvy odsouzená jako prozápadní a antikomunistická, což mělo dopad na propouštění pracovníků.

#### Televizní centrum v Mlýnské Dolině
V roce 1964 vypsala Československá televize architektonickou soutěž na řešení výstavby nového moderního televizního centra v Mlýnské dolině. Pro celý televizní komplex státní orgány vyčlenily plochu 181900 m², na které mělo podle studie z roku 1966 stát pět objektů s celkovou plochou 65000 m². Ostatní plochu měli tvořit komunikace a užitkové plochy. Slavnostní zahájení stavby se uskutečnilo 5. května 1965. Již 7. 8. 1965 vláda ČSSR přijala usnesení o II. televizním programu a právě s Mlýnskou dolinou se počítalo v souvislosti se spuštěním barevného vysílání druhého vysílacího okruhu ČST.
První etapu odevzdala Stavoindustria 26. 10. 1970, skládala se z vysílacího pracoviště, třech studií MD I, II, III s plochou 150, 250 a 550 m². Na tehdejší dobu šlo o moderní pracoviště vybavené televizní technikou západoněmecké firmy Bosch Fernseh. V této souvislosti je nutné připomenout, že obrazová výroba v Mlýnské dolině byla už od samotného začátku realizovaná v systému PAL a to, že se vysílalo v systému Secam (tak jako v bývalém Sovětském svazu a ve státech Varšavské smlouvy) bylo politické a ne technické rozhodnutí. Vybudováním první etapy se otevřely větší možnosti pro kvalitní televizní tvorbu.
Druhá etapa, která byla charakteristická záměrem soustředění programových pracovníků pod jednu střechu začala už v roce 1968 a vzhledem k její náročnosti výstavba trvala do konce roku 1975. V Mlýnské dolině tak vyrostla nejvyšší budova v tehdejším Československu a svými 28 podlažími ještě dnes patří mezi nejvyšší budovy v SR. Budova sloužila do března 2015 pro přípravu programu a administrativu.
Třetí etapa byla předána do užívání 8. 1. 1981. Nové studio MD IV s plochou 1000 m² patřilo k největším v Československé televizi i střední Evropě. Projektanti prostor studia vyprojektovali pro natáčení velkých scén a se zaměřením na velké zábavné programy. Studio mělo propadliště, zabezpečený přístup pro velké dekorační prvky a vjezd motorových vozidel, zvukotěsné hydraulické opony, počítačem řízený světelný park, svůj vlastní záznam nezávislý na ostatním provozu a pohyblivé sezení pro 600 diváků.

### Po revoluci v roce 1989
V době sametové revoluce se potvrdila úloha televize jako nosného informačního média. Od 22. listopadu 1989 přinášela Československá televize přímé přenosy z Václavského náměstí v Praze a nejrůznější diskusní bloky s právě se rodícím hnutím za demokracii. Na televizní obrazovky se dostávaly necenzurované záběry a komentáře, které přispěly k pádu totalitního režimu, protože informovaly veřejnost objektivně a rychle.
Od 3. září 1990 došlo ke změně koncepce Československé televize. Federálním kanálem zůstal 1. program F1, zatímco 2. program se rozdělil na dva samostatné vysílací okruhy: ČTV pro Česko a S1 pro Slovensko.

### Od roku 1993
Od 1. ledna 1993 začala vysílat Slovenská televize na dvou programech pro celé území Slovenska. Doposud se na vysílání dvou programů Československé televize podílela přibližně jednou třetinou. Složitý společenský a politický vývoj zasáhl i do fungování této instituce. Za dvanáct let se v Slovenské televizi vystřídalo 13 managementů. Do víc než stoprocentního nárůstu výroby zasáhlo také výrazné zvyšování nákladů na vysílání Slovenské televize, na údržbu a správu jejích archivů.

### Nový začátek v roce 2004
V roce 2004 byl generálním ředitelem Richard Rybníček a uskutečnila se změna grafiky i kompletní změna vysílacího schématu. Začal takzvaný „nový začátek“ STV. Lidé mají dodnes různé názory na tuto událost, protože mnohým vadila přesycenost programu americkými filmy, ale i velmi omezený počet vlastní produkce – seriálů i filmů.